# Quanto
Quanto ist ein Namenszusatz für Anlage- und Hebelprodukte, die gegen Währungsschwankungen abgesichert sind.
Quanto-Produkte beziehen sich auf Basiswerte, die nicht in der Währung des Anlegers notieren. Sie sollen gegen das Risiko (oder die Chance) durch Wechselkursschwankungen absichern.
Wechselkursschwankungen können einen Gewinn oder Verlust schmälern oder auch vergrößern. Einige Anleger sehen jedoch im Wechselkurs ein zusätzliches (unkalkulierbares) Risiko, das sie durch Quanto-Produkte ausschalten können, allerdings zum Preis zusätzlicher (Verwaltungs-)Kosten.
Durch die Finanzierung der Absicherung entstehen zusätzliche Kosten. Diese hängen ab von der Volatilität, den Zinssätzen der jeweiligen Währungen und der Korrelation zwischen Basiswert und Fremdwährung. Dadurch fallen bei Quanto-Produkten in der Regel etwas höhere jährliche Verwaltungsgebühren an (typischerweise 1–4 %).
Eine Möglichkeit der Absicherung besteht darin, einen entsprechenden Betrag der Fremdwährung (auf Termin) zu verkaufen, z. B. über Optionen. Diese bilden dann die Wertentwicklung von der Heimat- zur Fremdwährung umgekehrt ab und neutralisieren den Verlust (oder Ertrag) durch den Währungstausch.

## Beispiel
Ein Anleger kauft ein (nicht-quanto) Index-Zertifikat auf den S&P 500 bei einem Stand von 1.000,00 USD. Der Euro-Dollar-Wechselkurs steht bei 1,00 EUR/USD, d. h. 1 Euro = 1 US-Dollar.
Er investiert somit genau 1000 EUR.
Der Kurs in der Heimatwährung berechnet sich dann wie folgt:
{\displaystyle P_{\text{Heimat}}=P_{\text{Fremd}}\cdot {\frac {100\,\%+x}{100\,\%+y}}}
Hier steht x für relative Kursänderung im Basiswert und y für die im Wechselkurs.
|                             | Wechselkurs steigt um +5 % (Heimatwährung verteuert sich)           | Wechselkurs unverändert                                         | Wechselkurs fällt um −5 % (Heimatwährung wertet ab)                |
| Referenzwert steigt um +5 % | {\displaystyle {\frac {105\,\%}{105\,\%}}=100\,\%\ (\pm 0\,\%)}     | {\displaystyle {\frac {105\,\%}{100\,\%}}=105\,\%\ (+5\,\%)}    | {\displaystyle {\frac {105\,\%}{95\,\%}}=110{,}5\,\%(+10{,}5\,\%)} |
| Referenzwert unverändert    | {\displaystyle {\frac {100\,\%}{105\,\%}}=95{,}2\,\%\ (-4{,}8\,\%)} | {\displaystyle {\frac {100\,\%}{100\,\%}}=100\,\%\ (\pm 0\,\%)} | {\displaystyle {\frac {100\,\%}{95\,\%}}=105{,}3\,\%(+5{,}3\,\%)}  |
| Referenzwert fällt um −5 %  | {\displaystyle {\frac {95\,\%}{105\,\%}}=90{,}5\,\%\ (-9{,}5\,\%)}  | {\displaystyle {\frac {95\,\%}{100\,\%}}=95\,\%\ (-5\,\%)}      | {\displaystyle {\frac {95\,\%}{95\,\%}}=100\,\%(\pm 0\,\%)}        |

Szenario 1: Index steigt, Wechselkurs steigt
Durch den gestiegenen Wechselkurs (Heimatwährung wird teurer) werden die Kursgewinne des Index reduziert.
Index steigt auf 1050 USD (+5 %), Wechselkurs steigt auf 1,05 EUR/USD (+5 %). Ergebnis: 1000 EUR.
Szenario 2: Index fällt, Wechselkurs steigt
Der steigende Wechselkurs (Heimatwährung wird teurer) vergrößert die Verluste des Index.
Index fällt auf 950 USD (−5 %), Wechselkurs steigt auf 1,05 EUR/USD (+5 %). Ergebnis: 904,76 EUR (Verlust: 9,5 %).
Szenario 3: Index steigt, Wechselkurs fällt
Der sinkende Wechselkurs (Heimatwährung wird billiger, Fremdwährung wird teurer) vergrößert noch den Kursgewinn des Index.
Index steigt auf 1050 USD (+5 %), Wechselkurs fällt auf 0,95 EUR/USD (−5 %). Ergebnis: 1105,26 EUR (Gewinn: 10,5 %).
Szenario 4: Index fällt, Wechselkurs fällt
Der sinkende Wechselkurs neutralisiert wiederum die Verluste des Index.
Index fällt auf 950 USD (−5 %), Wechselkurs fällt auf 0,95 EUR/USD (−5 %). Ergebnis: 1000 EUR.
Währungssicherung des Zertifikats (Quanto)
Der Anleger kauft das Zertifikat für 1000 EUR. Außerdem leiht er sich 1000 USD und wechselt diese in (anfänglich) 1000 Euro.
Steigt der Wechselkurs nun auf 1,05 EUR/USD verliert das Zertifikat gleichzeitig 5 % an Wert (in US-Dollar). Durch das Zurücktauschen seiner 1000 EUR erhält der Anleger nun jedoch 5 % mehr US-Dollars, die seinen Verlust im Zertifikat kompensieren.
Sinkt der Wechselkurs dagegen auf 0,95 EUR/USD steigt der Wert des Zertifikats in Euro um etwa 5 %. Im gleichen Zug verteuert sich das Zurückzahlen des US-Dollar-Kredits um 5 %.
Alternativ kann der Anleger auch eine Put-Option auf den US-Dollar kaufen, d. h., er erwirbt das Recht in der Zukunft Euros (aus dem Verkauf des Zertifikats) zu einem bestimmten Dollar-Kurs zu „verkaufen“. Durch den Kauf der Option „fixiert“ er praktisch seinen Wechselkurs, zu den Kosten der Option.
Im Ergebnis neutralisieren sich so Wechselkursschwankungen durch die gegenläufige (Short-)Position im US-Dollar.
Grundsätzlich kann jeder Anleger diese Währungssicherung selbst konstruieren. Das ist jedoch komplex (Kreditnahme bzw. Berechnung der Optionsparameter) und meist auch teurer (Transaktionskosten im Verhältnis zum investierten Betrag hoch) als ein Quanto-Produkt.
Mit einem Quanto-Produkt muss sich der Anleger nicht mit dieser komplexen Thematik auseinandersetzen. Sein Kurs in der Heimatwährung entspricht immer dem Basiswert in Fremdwährung unabhängig von Änderungen im Wechselkurs.